# U ohnivého Vočka
U ohnivého Vočka (v anglickém originále Flaming Moe's) je 10. díl 3. řady (celkově 45.) amerického animovaného seriálu Simpsonovi. Scénář napsal Robert Cohen a díl režírovali Rich Moore a Alan Smart. Ve Spojených státech měl premiéru dne 21. listopadu 1991 na stanici Fox Broadcasting Company a v Česku byl poprvé vysílán 18. března 1994 na stanici ČT1. V tomto dílu Homer poví Vočkovi o svém nápoji Ohnivý Homer, což je koktejl složený z různých alkoholických nápojů, sirupu proti kašli a ohně, který sám vymyslel. Vočko je z nápoje nadšený, recept Homerovi ukradne a nápoj přejmenuje na Ohnivý Vočko. Následně jej začne prodávat ve svém baru, a jelikož je nápoj velmi úspěšný, prezentuje jej jako svůj nápad. Homer se však za to na něj zlobí a chystá pomstu.
Díl „U ohnivého Vočka“ se stal jedním z prvních dílů seriálu, ve kterém měl Vočko hlavní roli. Hlavní dějová linka dílu, ve které se Vočkova hospoda proslaví díky nápoji, je založená na vzniku baru Coconut Teaszer v Los Angeles. Epizoda také paroduje americký televizní sitcom Na zdraví, včetně znělky „Where Everybody Knows Your Name“, a postava servírky Collette byla vytvořena podle postavy Diane Chambers ze stejného sitcomu. Její hlas původně namluvila Catherine O'Hara, ale autoři dílu cítili, že se její hlas do této role nehodí, a tak místo toho Collette namluvila Jo Ann Harrisová. V dílu se také objevila americká hardrocková skupina Aerosmith. Stala se tak první kapelou, jež v seriálu účinkovala jako host.
Od kritiků obdržel tento díl většinou pozitivní recenze a několik médií jej zařadilo do seznamů nejlepších dílů seriálu Simpsonovi. Byly to například weby IGN, AskMen.com, AOL nebo časopis Entertainment Weekly. Rating sledovanosti premiérového vysílání dílu ve Spojených státech amerických dosáhl dne 21. listopadu 1991 na stanici Fox Broadcasting Company 14,4 bodů, a stal se tak v USA 29. nejsledovanějším pořadem týdne od 18. do 24. listopadu 1991.

## Děj

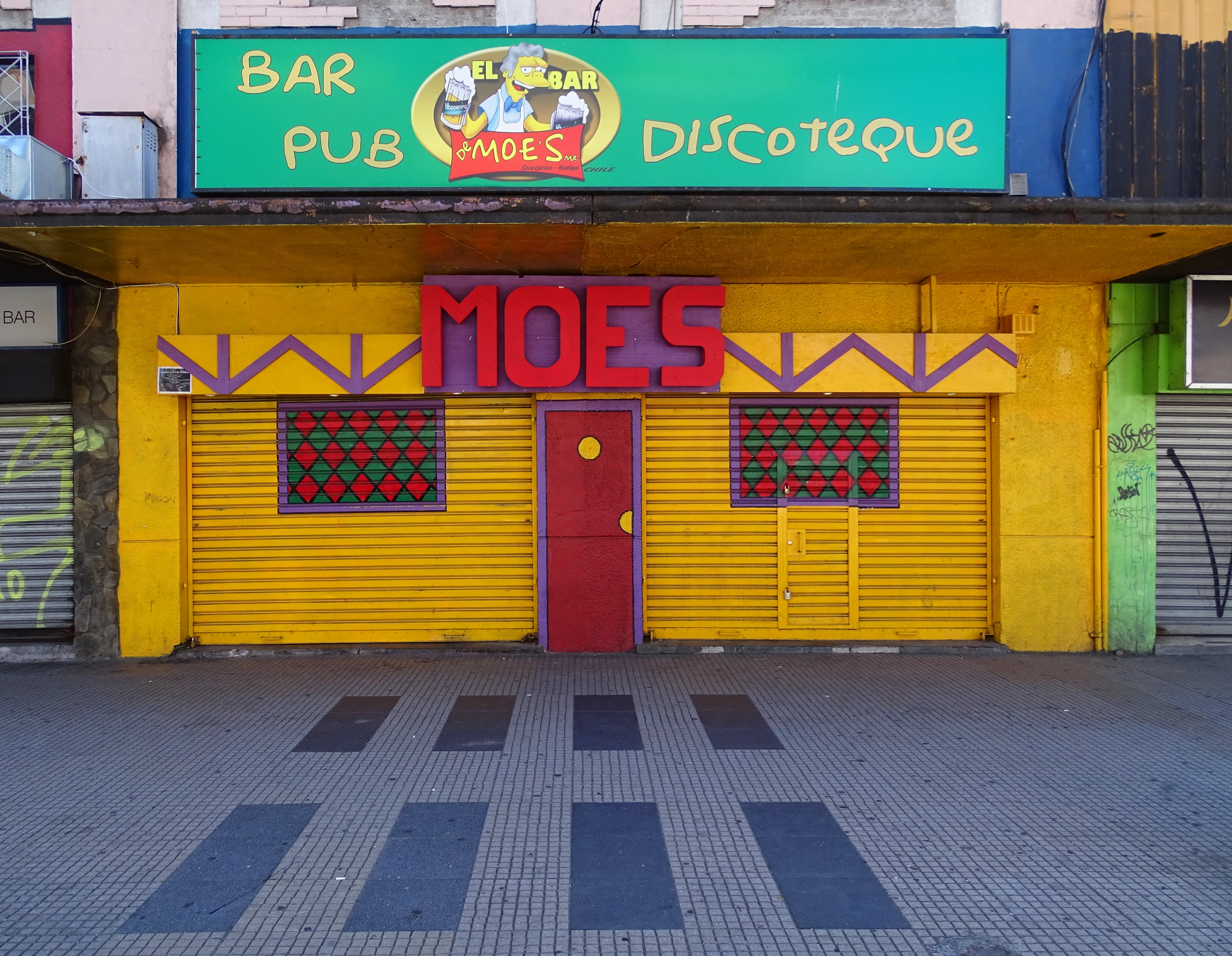
Bar v Chile upravený tak, aby připomínal bar U Vočka

Bart přijde za Homerem k televizi do obýváku, protože nemůže usnout kvůli partě kamarádek, které si Líza pozvala. Jedna z nich dostane od ostatních za úkol políbit Barta. Učiní tak a děvčata začnou Barta prohánět po domě. Bart jim stačí uprchnout oknem. V tu chvíli se ve dveřích objeví malá Maggie, kterou skupinka Líziných kamarádek nalíčí a postaví ji před Homera do obýváku. Homer poví, že už je to nad jeho síly, a jde do baru U Vočka.
Tam mu Vočko oznámí, že došlo pivo. Homer si vzpomene, že kdysi z různých alkoholických nápojů a sirupu proti kašli namíchal koktejl, ze kterého po zapálení a následném sfouknutí vzniklo velmi dobré pití. Tento koktejl tehdy pojmenoval Ohnivý Homer. Vočko tedy dá Homerovi nějaké alkoholické nápoje, které má u sebe v baru, a sirup proti kašli, aby namíchal svůj drink. Vočkovi Homerovo pití velmi zachutná a záhy jej nabídne prvnímu zákazníkovi, který je stejného názoru. Když se zákazník zeptá, jak se nápoj jmenuje, Vočko si nápad přivlastní a odpoví mu, že jeho název zní Ohnivý Vočko a vymyslel ho on sám. Následně do baru U Vočka začne díky novému koktejlu chodit mnoho zákazníků. Vočko dokonce poprvé do svého baru přijme zaměstnance, servírku Collette.
Mezitím se Homer na Vočka natolik naštve, že jej ve všem vidí nebo slyší. Mezitím Vočko dostane nabídku od Harva Bannistera, viceprezidenta centra jídla a pití, aby mu recept na Ohnivého Vočka prodal. Vočko to odmítne, ale Harv si odlije vzorek koktejlu, aby zjistil, z čeho se skládá, a mohl mu tak recept ukrást. V laboratoři se však pokazí přístroj, a tak se ze získaného vzorku stejně nikdo nedozvěděl tajnou přísadu nápoje. Vočko se později rozhodne svůj recept přece jen prodat za 1 milion dolarů s tím, že polovinu z toho dá Homerovi. Homer se o tom ovšem nedozví, a aby se Vočkovi pomstil, těsně před tím, než Vočko stihne smlouvu podepsat, přede všemi prozradí tajnou ingredienci – sirup proti kašli. Nápoj se později začne prodávat v mnoha dalších podnicích po celém Springfieldu, a Vočko proto přijde o velkou část svých tržeb. Nakonec si Homer s Vočkem navzájem odpustí a Vočko Homerovi nabídne jednoho „Ohnivého Homera“.

## Produkce

### Původní anglické znění

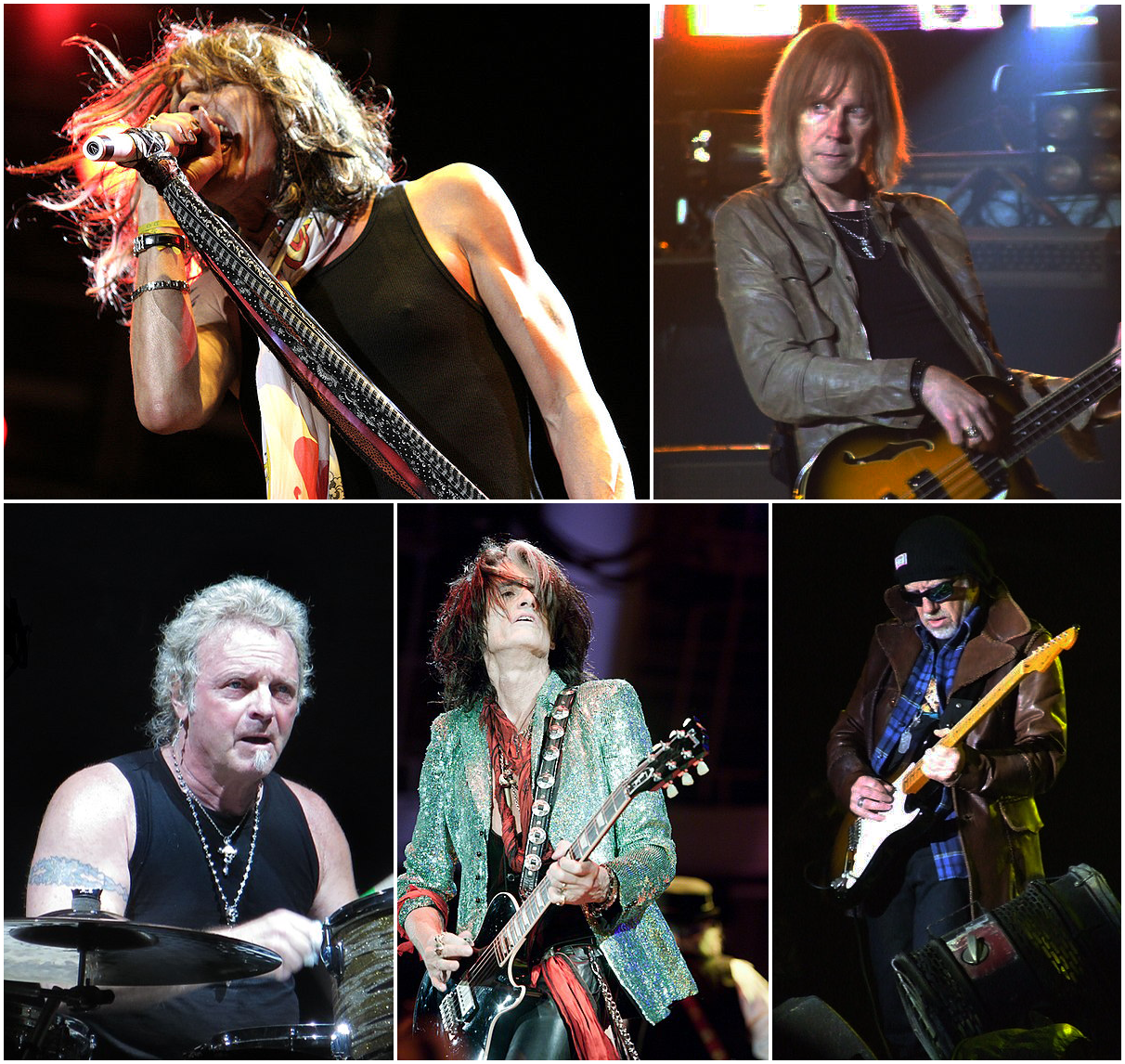
Skupina Aerosmith

Producent Al Jean uvedl, že úvodní dvouminutová část dílu byla inspirována jeho vlastním dětstvím. „Moje sestra často mívala večírky, na kterých se přespávalo a její kamarádky se mě pokoušely políbit a podobně.“
Hlavní dějová linie epizody, ve které se bar U Vočka stane slavným díky novému nápoji, je založena na vzniku baru Coconut Teaszer v Los Angeles. Díl byl také jednou z prvních epizod seriálu, kde vystupoval Vočko v hlavní roli. Původně měl obsahovat scénku, ve které homosexuální pár vejde do Vočkova baru, který měl nad vstupem velký neonový nápis „Ohnivý Vočko“, za předpokladu, že se jedná o gay bar (kvůli názvu). Tvůrce seriálu Matt Groening si myslel, že to je dobrý vtip, ale scénka byla nakonec z dílu vyřazena, protože mu nepřišlo vhodné, aby autoři na jméno nápoje zrovna v tomto smyslu upozorňovali.
Catherine O'Hara souhlasila, že namluví postavu servírky Collette, a ve studiu tak učinila. Avšak podle Mika Reisse „na tom něco nesedělo“. „Její hlas se do této role nehodil. Nenaplnil naše očekávání,“ doplnil Reiss. Nahradila ji proto Jo Ann Harrisová. Producenti usoudili, že hlas Harrisové se pro tuto roli hodí více, a tak použili její verzi, přestože je O'Hara stále uváděna v závěrečných titulcích. Původně díl obsahoval více scének s Vočkem a servírkou Collette, ale scenáristé je raději vyřadili, protože z nich neměli příliš dobrý pocit. Třetí část dílu začíná parodií na tematickou píseň „Where Everybody Knows Your Name“ z amerického sitcomu Na zdraví. Parodii napsal Jeff Martin a sekvenci navrhla tehdy budoucí režisérka Simpsonových Nancy Kruseová.
Americká hardrocková skupina Aerosmith (Steven Tyler, Tom Hamilton, Joey Kramer, Joe Perry a Brad Whitford) byla první hudební skupinou, která v seriálu účinkovala jako host. Scenáristé se dozvěděli, že kapela chce v dílu účinkovat, a tak pro ni napsali hostující roli a zakomponovali ji do dílu. Podle Ala Jeana se později zjistilo, že skupina měla o účinkování zájem především kvůli nápoji Ohnivý Vočko. Aerosmith nahráli svou roli v Bostonu a Hank Azaria, dabér Vočka Szyslaka v původním anglickém znění, přiletěl, aby jim mohl s nahráváním pomoci. V původním scénáři měl Vočko požádat skupinu, aby zahrála s tím, že jim na oplátku nabídne pivo zdarma. Na žádost kapely však scenáristé změnili „pivo zdarma“ na „nakládaná vejce zdarma“, přičemž v českém znění Vočko stále nabízí kapele zdarma pivo. Členové Aerosmith na jednom ze záběrů sedí v rohu hospody U Vočka a mezi nimi i vousatý muž, který byl vytvořen podle vzoru Johna Kalodnera. Členové skupiny to odůvodnili tím, že ho prostě chtěli do dílu dostat. V závěrečných titulcích dostal Kalodner také zvláštní poděkování. Podle Jeana skupina nahrála speciální zkrácenou verzi písně „Young Lust“ z alba Pump právě pro tento díl.
Díl režírovali Rich Moore a Alan Smart. Moorovi se však během výroby dílu narodila dcera, několik týdnů tak u výroby chyběl a na vše musel dohlížet Smart sám.
Když byl Sam Simon dotázán, zda byl hlavní děj dílu, kde se Vočko nehezky zachová k Homerovi, inspirován bouřlivým vztahem mezi ním a Mattem Groeningem, uznal, že to může být pravda.

### České znění
Režisérem českého znění byl Zdeněk Štěpán, z angličtiny přeložila scénář Eva Konstýřová a dialogy upravila Eva Štorková. České znění vyrobila tvůrčí skupina Aleny Poledňákové a Vladimíra Tišnovského a připravila Česká televize v roce 1993.

## Kulturní odkazy
- Hlavní spoiler dílu se podobá filmu Koktejl.[18]
- Epizoda obsahuje několik odkazů na americký televizní sitcom Na zdraví. Například postava servírky jménem Collette je parodií na postavu Diane Chambery a parodována je zde také známá znělka z tohoto sitcomu.[5][18]
- Úvodní část příběhu, kdy Bart utíká před Lízou a jejími kamarádkami, odkazuje na film Na sever severozápadní linkou.[10]
- Hostující skupina Aerosmith v hospodě U Vočka zpívá svou píseň „Walk This Way“ a během závěrečných titulků hraje také jejich píseň „Young Lust“.[18]
- Scéna, kdy Homer všem prozradí tajnou přísadu do nápoje Ohnivý Vočko, má mnoho paralel s Fantomem opery. Například to, že Homer stojí vysoko na střeše a pláštěm si zakrývá polovinu obličeje.[18]
- Část dílu, kdy profesor Frink analyzuje složení nápoje Ohnivý Vočko, je poctou filmu Zamilovaný profesor.[18]
- Když právník Lionel Hutz Simpsonovým vysvětluje, že nápoj nemůže být chráněn autorskými právy, cituje případ Franka Wallbangera z roku 1978, který se týkal koktejlu Harvey Wallbanger.[10]
- Na konci epizody, kdy už je veřejně známý recept na nápoj Ohnivý Vočko (včetně tajné přísady), lze zahlédnout několik obchodů, které mají v názvu napsaná jména podobná názvu nápoje Ohnivý Vočko, což paroduje situaci s pizzerií Ray's Pizza v New Yorku, kde mají desítky podniků podobné názvy.[10]

## Kritika a hodnocení

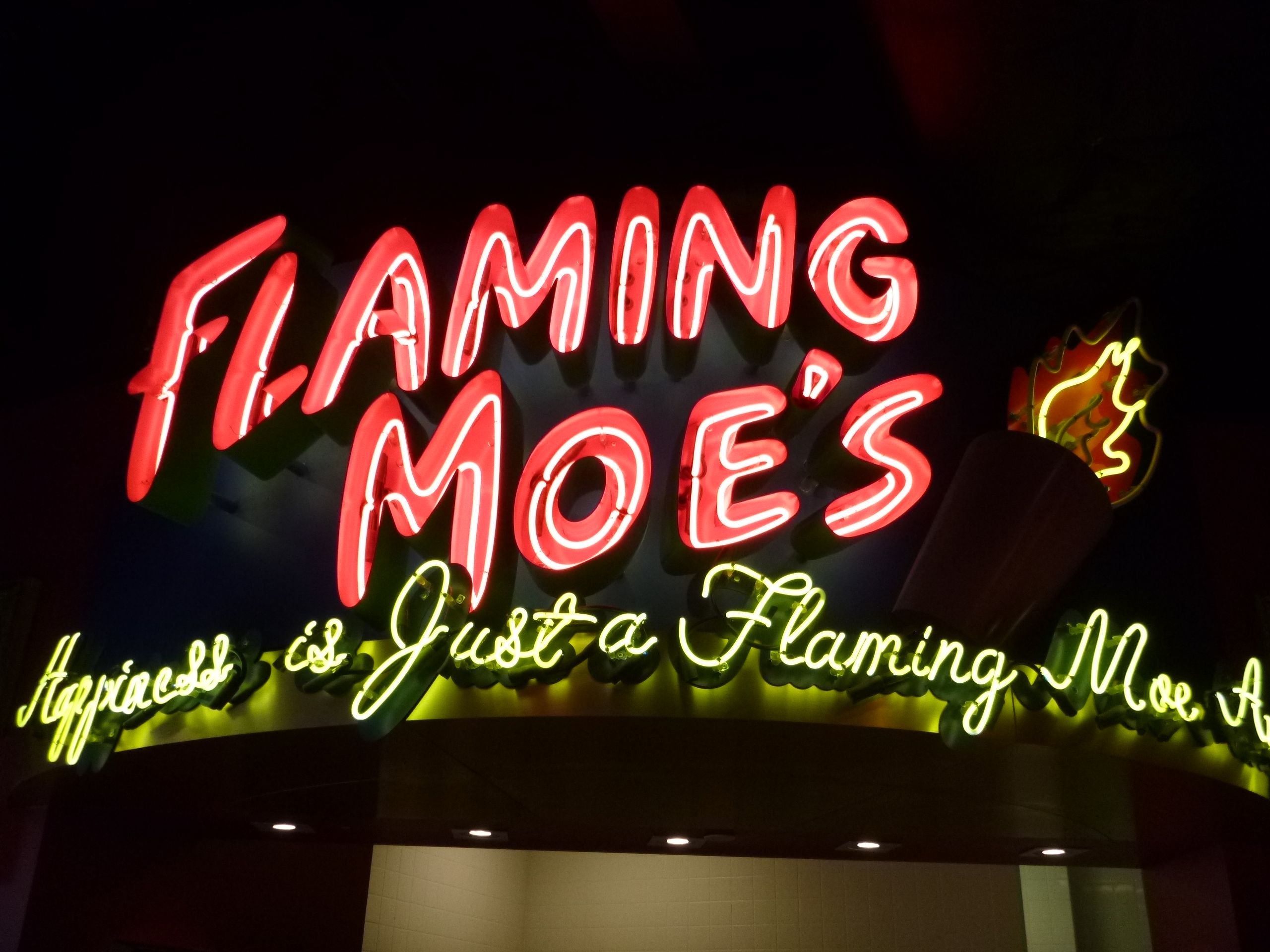
Hospoda U Vočka s nápisem Flaming Moe's (Ohnivý Vočko) v Universal Studios Florida

Rating sledovanosti premiérového vysílání dílu dosáhl na stanici Fox Broadcasting Company dne 21. listopadu 1991 hodnoty 14,4 bodů, přičemž jej sledovalo přes 13,26 milionů domácností, a stal se tak v USA 29. nejsledovanějším pořadem týdne od 18. do 24. listopadu 1991, což byl v porovnání s ostatními díly z 3. řady seriálu Simpsonovi nadprůměr. Průměrně epizody této řady dosahovaly v hodnocení sledovanosti 32. příčky. Jednalo se zároveň o nejlépe hodnocený pořad vysílaný v týdnu od 18. do 24. listopadu 1991 na stanici Fox.
Autoři knihy I Can't Believe It's a Bigger and Better Updated Unofficial Simpsons Guide, Warren Martyn a Adrian Wood, díl nazvali jako „možná nejlepší díl Simpsonových plný zábavných scének, dobrou animací (zejména scénka, kdy Homer úplně ve všem vidí Vočka) a úžasný různorodý děj, který se ovšem dal od Simpsonových očekávat.“ Colin Jacobson z DVD Movie Guide napsal podobnou recenzi: „Tento díl je další skutečný vítěz – od Lízinina večírku na začátku dílu, po spoustu parodií na seriál Na zdraví. Homer předvede některé ze svých nejlepších scén vůbec. Dokonce jsme měli možnost vidět velký zvrat v Bartových žertovných telefonátech do hospody U Vočka, když volal někoho jménem Hugh Jass a omylem se mu to (ne)povedlo. Celkově vzato, tento díl nabízí skvělou zábavu.“
Nate Meyersová z Digitally Obsessed dala dílu 5 z 5 bodů a nazvala jej „další skvělým dílem s celou řadou vtipných scének“.
Emily VanDerWerffová ze Slant Magazine díl nazvala „velmi zábavným“ a zdůraznila zaměření zápletky na Vočka, protože „Vočko byl před tím jen rozzlobeným barmanem. Po této události je z něj smutný muž, který vycítí možnost úspěchu, ale vždy se mu to nepovede, kvůli své neschopnosti udělat správnou věc, dokud není příliš pozdě.“
Niel Harvey z The Roanoke Times označil díl za „klasický kousek Simpsonových“.
Společnost AOL umístila díl na 6. místo v seznamu 25 nejlepších dílů Simpsonových a web Screen Rant díl jmenoval nejlepším dílem třetí řady a osmým nejlepším dílem Simpsonových vůbec.
V roce 2003 Rich Weir z AskMen.com zařadil díl na 2. místo ve svém osobním seznamu jeho deseti nejoblíbenějších dílů Simpsonových. Napsal: „Tento díl má vše, co by měl klasický díl Simpsonových mít: humorné scénky, parodie a celebrity v rolích hostů. Mezi hlavní zajímavosti patří vystoupení skupiny Aerosmith, Bartův nepovedený telefonní žertík a nezapomenutelná parodie znělky seriálu Na zdraví.“ O 3 roky později, roku 2006 byli členové skupiny Aerosmith webem IGN společně jmenováni 24. nejlepšími hostujícími celebritami v seriálu Simpsonovi. Dobře hodnocena byla parodie na píseň „Where Everybody Knows Your Name“ ze sitcomu Na zdraví. Ken Tucker z Entertainment Weekly jmenoval píseň nejlepší parodií na znělku roku 1991. Téhož roku web IGN díl označil za nejlepší díl třetí řady seriálu. „Tento díl má spoustu výjimečných okamžiků. Od vystoupení skupiny Aerosmith (poprvé, kdy se v seriálu objevil hudební akt tohoto kalibru), přes legrační odplatu za všechny Bartovy žertovné telefonáty do hospody U Vočka, dobře provedenou parodii na seriál Na zdraví, až po scénu, kdy se Homer promění v bláznivého Fantoma opery.“ V roce 1997 byla zmiňovaná hudební parodie zahrnuta do soundtrackového alba Songs in the Key of Springfield, což je kompilace písní ze seriálu z prvních sedmi řad.
V seznamu 25 nejlepších dílů seriálu Simpsonovi vůbec časopisu Entertainment Weekly z roku 2003 se díl „U ohnivého Vočka“ umístil na 16. místě. Díl je také oblíbený mezi samotnými tvůrci seriálu. V roce 2003 se výkonný producent Al Jean nechal slyšet, že tento díl patří mezi jeho nejoblíbenější. Když byli v roce 2019 Simpsonovi zařazeni do vysílacího programu platformy Disney+, bývalý scenárista a výkonný producent Bill Oakley nazval tento díl jedním z nejlepších klasických dílů Simpsonových, které lze na Disney+ zhlédnout.